# 蓝喉蜂虎
蓝喉蜂虎（学名：[Merops viridis] 错误：{{Lang}}：文本有斜体标记（帮助））为蜂虎科蜂虎属的鸟类。该物种的模式产地在爪哇。其种加词“viridis”意为“绿色的”。

## 亚种
- 蓝喉蜂虎指名亚种（学名：[Merops viridis viridis] 错误：{{Lang}}：文本有斜体标记（帮助））。在中国大陆，分布于云南、广西、广东、海南、湖南、江西、福建、河南等地。该物种的模式产地在爪哇。[3]

## 外部連接
- Image at ADW （页面存档备份，存于）
- 超美「漸層羽毛」藍喉蜂虎 （页面存档备份，存于）